# 谷口橋

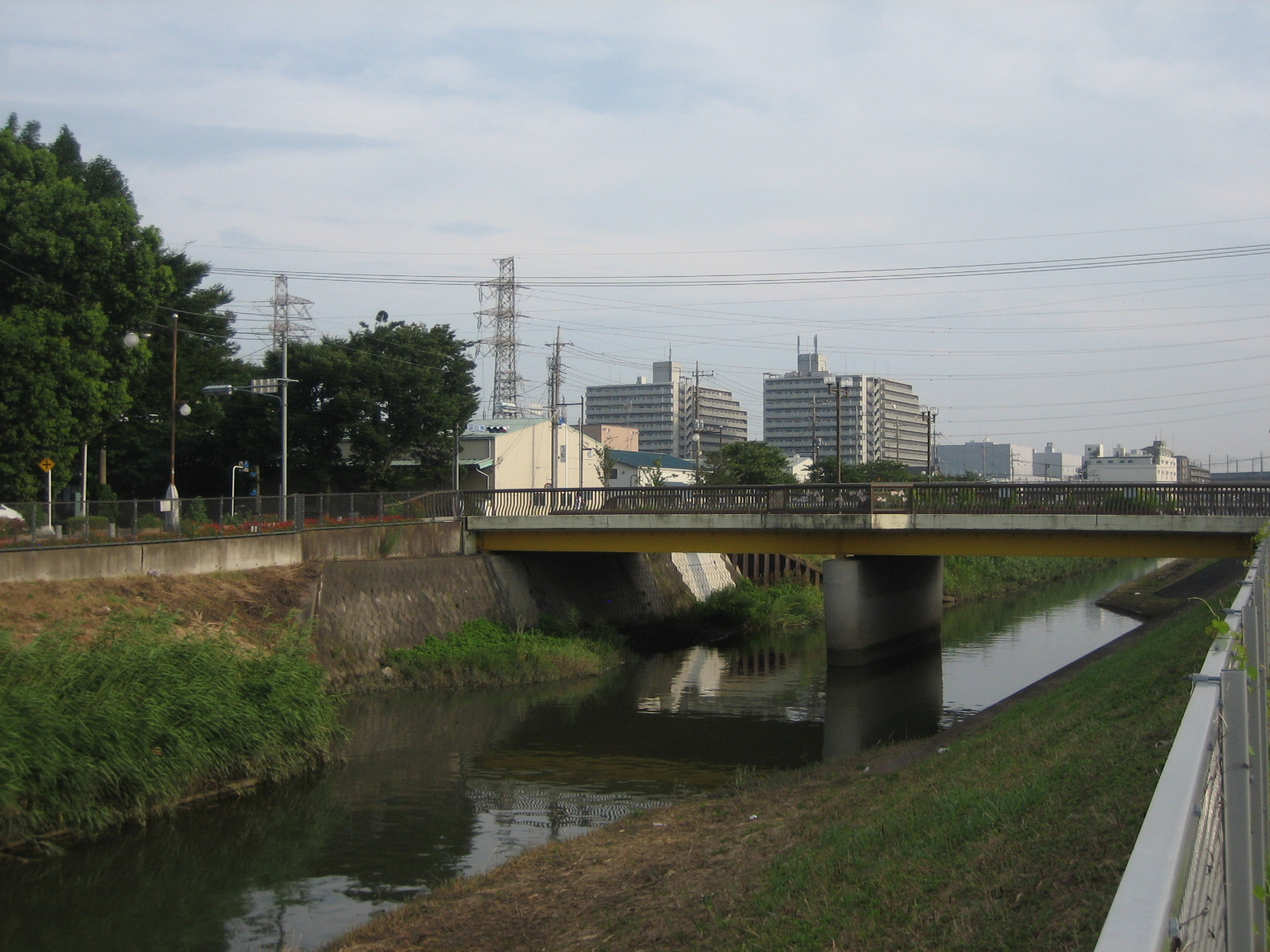
橋の全景。写真左に見えるのが谷口橋交差点と笹目川遊歩道の一部（2007年8月4日撮影）

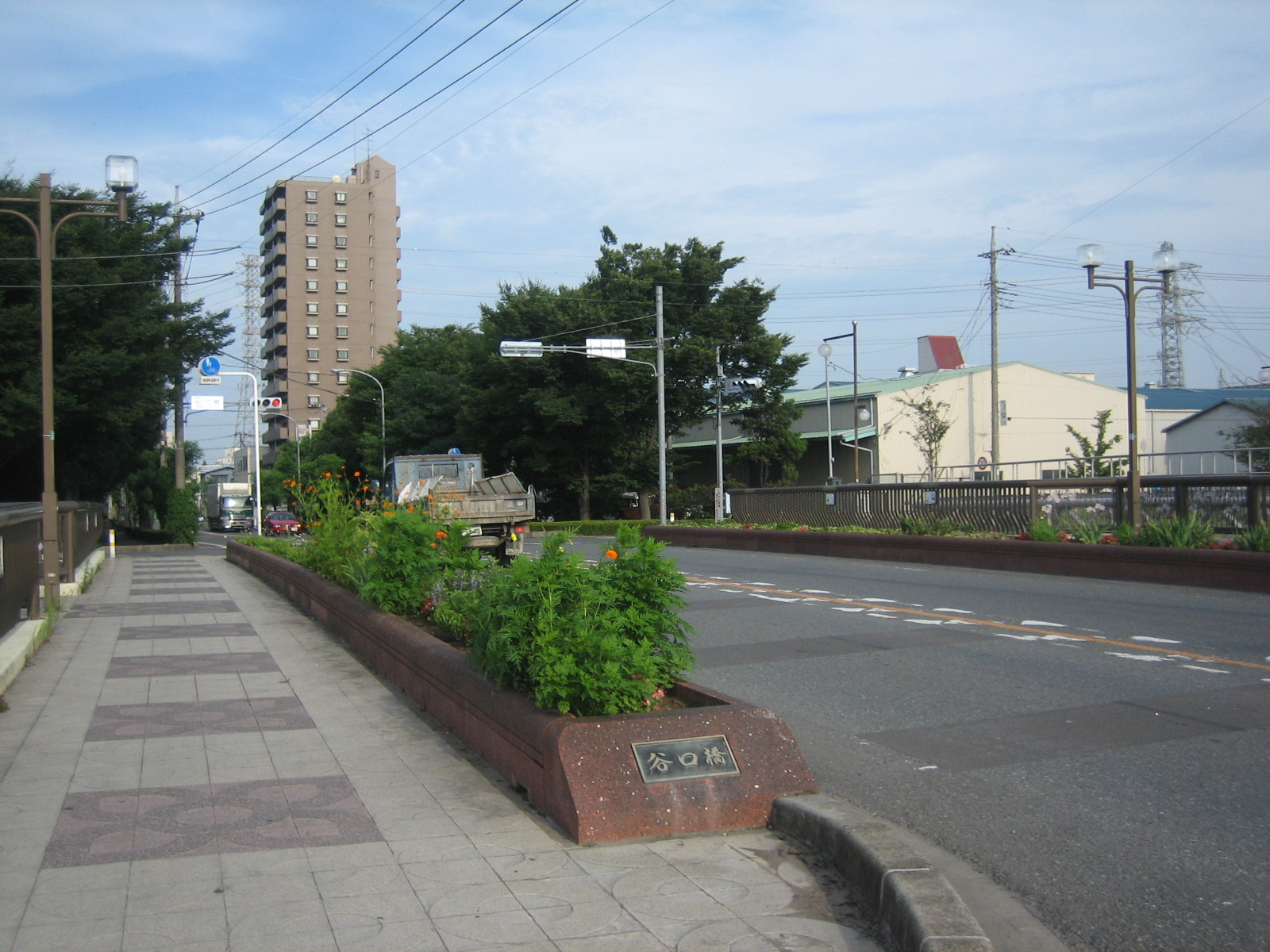
橋の東側入口（2007年8月4日撮影）

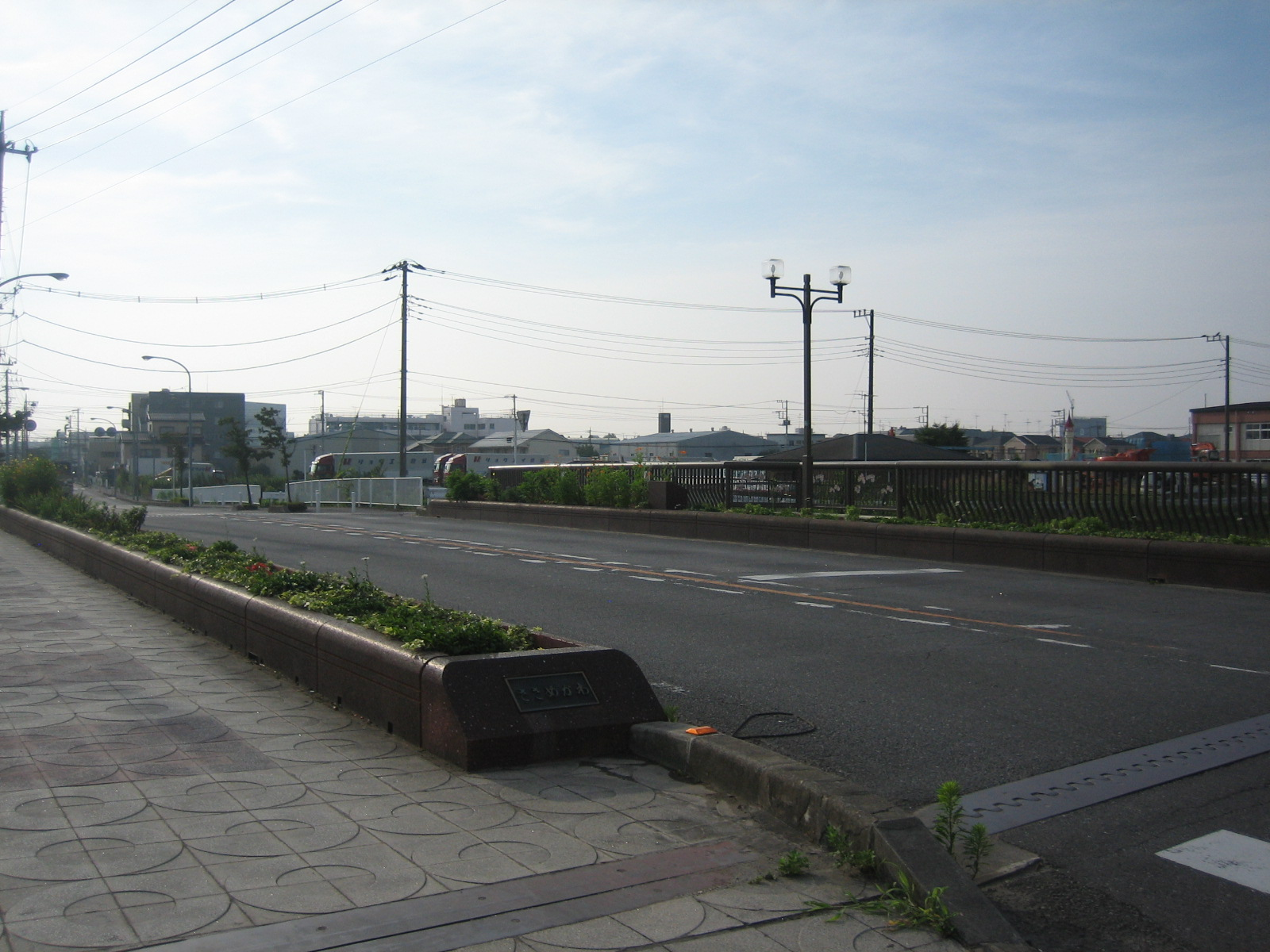
橋の西側入口（2007年8月4日撮影）

谷口橋（やぐちはし）は、埼玉県戸田市の笹目川にかかる橋の一つである。笹目川の橋の中では山宮橋・根木橋に次ぐ大きさで交通量も多い。

## 概要
- 笹目川にかかる橋で、北（さいたま市方面）から13番目（北戸田駅にかかる埼京線と新幹線の橋も含めれば14番目）・南（東京都方面）から11番目の橋として位置している。
- 笹目川に架かる橋の中では大きい橋。交通量が多く、イオン北戸田ショッピングセンター利用客の車が多く通行する。橋を渡ってすぐのところに「谷口橋交差点」がある。
- 通している道は戸田市の市道。東にまっすぐ行くと「新曽つつじ通り」にぶつかる。

## 沿革
- 名前の由来は、昔のこの辺りの地区名「谷口」から。現在では使われていない地名ではあるものの、谷口という地名は現在でもこうして橋の名前や公園の名前として健在しており、地元住民の間でも今でも「ここの辺りは谷口」と言う人が多い。
- 橋の歩道部、橋の柵部分に「日本の昔話」を絵にしたパネルが設置された。よって、その絵も歩きながら楽しむことができる。また歩道部と車道部の間に花壇があり、四季の花々がきれいに咲いている。
- 2007年はじめ頃の工事で橋の真横に水管のようなものが取り付けられた。またこの辺りは現在区画整理が活発に行われており、工事中の箇所も多い。

## データ
竣工
1991年（平成3年）8月
橋長
30.60m
幅員
16.00m
車道部
8.50m
歩道部
7.00m
路肩部
0.50m
形状
曲線橋

## 橋の周辺
主に住宅街が広がるが交通量が多いため、人通りもそれなりにある。その多くは前述の通りイオン北戸田ショッピングセンターの利用客や北戸田駅の利用客である。
- 谷口橋交差点
- 笹目川遊歩道
- 谷口北公園

## 隣の橋
- 笹目川

北部橋 - 谷口上橋 - 谷口橋  - 芦原橋 - 小堤橋